# الجماعة الأحمدية في الجزائر
الأحمدية هي طائفة دينية في الجزائر يقارب عدد أتباعها من 2000 مُتَّبِع. يعود وجودها في البلاد إلى السبعينيات.
في عام 2013، أعربت وزارة الشؤون الدينية الجزائرية عن قلقها إزاء تصاعد عدد من الحركات الدينية الراديكالية، بما في ذلك الأحمدية التي وفقاً لها «أصبحت عميقة الجذور في شمال أفريقيا باسم السلفية التكفيرية والوهابية»، وقررت اتخاذ إجراءات لتعزيز مراقبة الأماكن التي يستهدفها الإسلاميون المتطرفون. في عام 2016، تم اعتقال أعضاء الطائفة الأحمدية واتهامهم بمخالفات مختلفة مع احتجازهم في الأربعاء، الجزائر، سكيكدة، سيدي عامر، المسيلة، وبني صاف.